# ذقالة
ذَقَّالَة (الاسم العلمي: Acalles)، جنس حشرات دامنة من غمديات الأجنحة وفصيلة السوسية الحقيقية. أعطانها في في جنوب شرق أمريكا الشمالية وتعيش بين فضلات الأوراق أو الأغصان والكروم الميتة. يوجد 570 نوعًا على الأقل في جنس الذقالة.